# Reisende im Wind
Reisende im Wind (Les Passagers du vent) ist eine Comic-Serie des Zeichners François Bourgeon, die ursprünglich von 1979 bis 1984 erschien. In Deutschland wurden die Alben erstmals bei Carlsen Comics Anfang der achtziger Jahre veröffentlicht (5 Bände). Eine Neuauflage aller Alben sowie eine Fortsetzung in zwei weiteren Zyklen mit jeweils zwei Bänden sind 2009 bis 2023 im Splitter-Verlag erschienen. In den Grundzügen entstand die Serie 1973, als François Bourgeon an einem Modell einer Fregatte aus dem 18. Jahrhundert bastelte.

## Inhalt
Die ersten fünf Bände spielen einige Jahre vor der Französischen Revolution. Hauptfigur ist die junge französische Adlige Agnes de Roselande, die aufgrund eines dummen Kinderscherzes mit dem Waisenmädchen Isabeau de Marnaye vertauscht wird. Nachdem Agnes von ihrem eigenen Bruder, der sie für Isabeau hält, vergewaltigt wurde, gerät sie auf der Suche nach Rache zusammen mit Isabeau auf das von ihrem Bruder kommandierte französische Kriegsschiff mit Kurs Karibik. Nach einer Seeschlacht mit englischen Schiffen stirbt Isabeau. Mit Hilfe des bretonischen Seemanns Hoël, der ihren Bruder erschießt, kann Agnes von Bord fliehen. Trotz Isabeaus Tod übernimmt Agnes nun endgültig den Namen Isabeau. Zusammen mit Hoël gelangt sie über England wieder nach Frankreich und von dort auf dem Sklavenschiff Marie Caroline nach Westafrika. Nach einigen Abenteuern an Land überstehen sie einen Aufstand auf dem mit gefangenen Schwarzen vollgepferchten Sklavenschiff und kommen in die Karibik, wo sich ihre und Hoëls Wege trennen.
Band 6 und 7 behandeln die Erlebnisse von Isabeaus gleichnamiger Urenkelin, auch Zabo genannt, während des Sezessionskriegs in den Vereinigten Staaten und beleuchten Isabeaus weiteren Lebensweg nach den Ereignissen in Band 5. 2018 bis 2022 folgte mit „Die Zeit der Blutkirschen“ ein neuerlicher, auf zwei Bände angelegter Zyklus, der in den 1880er Jahren spielt und das Schicksal von Zabo erzählt, das geprägt ist von den Ereignissen rund um den Aufstand der Pariser Kommune. Der erste Band wurde auch auf Deutsch vorab schwarzweiß mit zusätzlichem Material in vier Teilen im Zeitungsformat veröffentlicht.

## Computerspiele
Infogrames brachte 1987 und 1988 zwei Adventures mit dem Namen Reisende im Wind und Reisende im Wind 2 heraus, welche Teile der Comics interaktiv nachspielen. Die Spiele erschienen auf C 64, Amiga, Atari ST, MSX2 und Amstrad CPC.